# Santiago de Allariz
Allariz (llamada oficialmente Santiago de Allariz) es una parroquia y una villa española del municipio de Allariz, en la provincia de Orense, Galicia.

## Organización territorial
La parroquia está formada por nueve entidades de población, constando ocho de ellas en el nomenclátor del Instituto Nacional de Estadística español:
- Allariz
- A Frieira
- O Mato
- Orraca
- Outeiro de Orraca
- Paiocordeiro
- Roimelo
- O San Salvador
- Os Xugueiros

## Demografía

### Parroquia
| Gráfica de evolución demográfica de Allariz (parroquia) entre 2000 y 2021 |
|                                                                           |
| Datos según el nomenclátor publicado por el INE.                          |

### Villa
| Gráfica de evolución demográfica de Allariz (villa) entre 2000 y 2021 |
|                                                                       |
| Datos según el nomenclátor publicado por el INE.                      |